# Lutków
Lutków (Lutków Lewicki) – wieś w Polsce położona w województwie podkarpackim, w powiecie jarosławskim, w gminie Chłopice.
W latach 1975–1998 miejscowość administracyjnie należała do województwa przemyskiego.

## Części wsi
| SIMC    | Nazwa     | Rodzaj    |
| ------- | --------- | --------- |
| 0599936 | Góra      | część wsi |
| 0599942 | Pastwisko | część wsi |
| 0599959 | Zagrobla  | część wsi |